# Le Démon du bien
Le Démon du bien est le troisième volume, paru en 1937, de la série Les Jeunes Filles d'Henry de Montherlant.
Cette série est composée de quatre volumes dans l'ordre suivant :
1. Les Jeunes Filles
2. Pitié pour les femmes
3. Le Démon du bien
4. Les Lépreuses